# Estadio Francisco Zarco
L'Estadio Francisco Zarco est un stade de football mexicain situé à Durango. Il a une capacité de 18 000 places. Il accueille l'équipe de football des Alacranes de Durango (en).